# Musa Barrow
Musa Barrow (Banjul, 14 november 1998) is een Gambiaans voetballer die doorgaans speelt als spits. In september 2023 verruilde hij Bologna voor Al-Taawoun. Barrow debuteerde in 2018 in het Gambiaans voetbalelftal.

## Clubcarrière
Barrow speelde in Gambia en werd daar gescout door Atalanta Bergamo, waar hij in 2016 in de jeugdopleiding terechtkwam. In januari 2018 werd de aanvaller door coach Gian Piero Gasperini overgeheveld naar het eerste elftal. Hij maakte zijn professionele debuut op 30 januari 2018, toen met 0–1 van Juventus werd verloren in de Coppa Italia door een doelpunt van Gonzalo Higuaín. Barrow mocht van Gasperini een kwartier voor tijd invallen voor Bryan Cristante. Zijn eerste doelpunt volgde in de Serie A op 18 april 2018, toen op bezoek bij Benevento werd gespeeld. Atalanta kwam via Remo Freuler op voorsprong en Barrow, die in de rust inviel voor Andrea Petagna verdubbelde de voorsprong op aangever van Marten de Roon. Uiteindelijk besliste Alejandro Gómez de eindstand op 0–3. In de zomer van 2018 verlengde Barrow zijn contract tot medio 2023. In januari 2020 werd hij voor anderhalf jaar verhuurd aan Bologna, met een verplichte koopoptie van veertienenhalf miljoen euro, die medio 2021 gelicht zou worden. Medio 2023 nam Al-Taawoun hem voor circa acht miljoen over.

## Clubstatistieken
| Seizoen | Club             | Competitie       | Competitie | Competitie | Beker | Beker | Internationaal | Internationaal | Totaal | Totaal |
| Seizoen | Club             | Competitie       | Wed.       | Dlp.       | Wed.  | Dlp.  | Wed.           | Dlp.           | Wed.   | Dlp.   |
| ------- | ---------------- | ---------------- | ---------- | ---------- | ----- | ----- | -------------- | -------------- | ------ | ------ |
| 2017/18 | Atalanta Bergamo | Serie A          | 12         | 3          | 2     | 0     | 0              | 0              | 14     | 3      |
| 2018/19 | Atalanta Bergamo | Serie A          | 22         | 1          | 2     | 0     | 6              | 4              | 30     | 5      |
| 2019/20 | Atalanta Bergamo | Serie A          | 7          | 0          | 0     | 0     | 1              | 0              | 8      | 0      |
| 2019/20 | → Bologna        | Serie A          | 18         | 9          | 0     | 0     | —              | —              | 18     | 9      |
| 2020/21 | → Bologna        | Serie A          | 38         | 8          | 2     | 1     | —              | —              | 40     | 9      |
| 2021/22 | Bologna          | Serie A          | 34         | 6          | 1     | 0     | —              | —              | 35     | 6      |
| 2022/23 | Bologna          | Serie A          | 32         | 3          | 3     | 0     | —              | —              | 35     | 3      |
| 2023/24 | Al-Taawoun       | Saudi Pro League | 21         | 6          | 3     | 1     | —              | —              | 24     | 7      |
| 2024/25 | Al-Taawoun       | Saudi Pro League | 25         | 12         | 4     | 0     | 10             | 5              | 39     | 17     |
| Totaal  | Totaal           | Totaal           | 209        | 48         | 17    | 2     | 17             | 9              | 243    | 59     |

Bijgewerkt op 20 maart 2025.

## Interlandcarrière
Barrow maakte zijn debuut in het Gambiaans voetbalelftal op 8 september 2018, toen een kwalificatiewedstrijd voor het AK 2019 gespeeld werd tegen Algerije. Namens dat land opende Baghdad Bounedjah twee minuten na rust de score. Door een doelpunt van Assan Ceesay werd uiteindelijk met 1–1 gelijkgespeeld. Barrow moest van bondscoach Tom Saintfiet op de reservebank beginnen en hij mocht na zesenzestig minuten invallen voor de Gambiaanse doelpuntenmaker. De andere debutant bij Gambia dat duel was Ebou Adams (Leyton Orient). Op 12 juni 2019, tijdens zijn vijfde interlandoptreden, kwam Barrow voor het eerst tot scoren. Op die dag werd een vriendschappelijke wedstrijd gespeeld tegen Marokko en na vierentwintig minuten tekende de aanvaller voor het enige doelpunt: 0–1.
Hij kwalificeerde zich met Gambia voor het uitgestelde AK 2021, het eerste eindtoernooi uit de geschiedenis van het land. Bondscoach Tom Saintfiet nam hem in december 2021 op in zijn selectie voor dit toernooi. Gambia overleefde de groepsfase door zeges op Mauritanië (0–1) en Tunesië (1–0) en een gelijkspel tegen Mali (1–1). Nadat Guinee met 0–1 was uitgeschakeld was Kameroen in de kwartfinales met 0–2 te sterk. Barrow speelde in alle duels mee en scoorde tegen Mali en Guinee. Zijn toenmalige clubgenoot Ibrahima Mbaye (Senegal) was ook actief op het toernooi.
Saintfiet nam hem in januari 2024 ook op in zijn selectie voor het uitgestelde AK 2023. Tijdens dit toernooi werd Gambia uitgeschakeld in de groepsfase door achtereenvolgende nederlagen tegen Senegal (3–0), Guinee (1–0) en Kameroen (2–3). Barrow speelde in alle duels mee.
| Interlands van Musa Barrow voor Gambia | Interlands van Musa Barrow voor Gambia | Interlands van Musa Barrow voor Gambia | Interlands van Musa Barrow voor Gambia | Interlands van Musa Barrow voor Gambia | Interlands van Musa Barrow voor Gambia | Interlands van Musa Barrow voor Gambia |
| №                                      | Datum                                  | Wedstrijd                              | Uitslag                                | Competitie                             | Goals                                  |                                        |
| Als speler bij Atalanta Bergamo        | Als speler bij Atalanta Bergamo        | Als speler bij Atalanta Bergamo        | Als speler bij Atalanta Bergamo        | Als speler bij Atalanta Bergamo        | Als speler bij Atalanta Bergamo        | Als speler bij Atalanta Bergamo        |
| -------------------------------------- | -------------------------------------- | -------------------------------------- | -------------------------------------- | -------------------------------------- | -------------------------------------- | -------------------------------------- |
| 1                                      | 8 september 2018                       | Gambia – Algerije                      | 1 – 1                                  | AK 2019 kwalificatie                   |                                        |                                        |
| 2                                      | 12 oktober 2018                        | Togo – Gambia                          | 1 – 1                                  | AK 2019 kwalificatie                   |                                        |                                        |
| 3                                      | 16 oktober 2018                        | Gambia – Togo                          | 0 – 1                                  | AK 2019 kwalificatie                   |                                        |                                        |
| 4                                      | 22 maart 2019                          | Algerije – Gambia                      | 1 – 1                                  | AK 2019 kwalificatie                   |                                        |                                        |
| 5                                      | 12 juni 2019                           | Marokko – Gambia                       | 0 – 1                                  | Vriendschappelijk                      | 24'                                    |                                        |
| 6                                      | 6 september 2019                       | Gambia – Angola                        | 0 – 1                                  | WK 2022 kwalificatie                   |                                        |                                        |
| 7                                      | 9 oktober 2019                         | Djibouti – Gambia                      | 1 – 1                                  | AK 2021 kwalificatie                   |                                        |                                        |
| 8                                      | 13 oktober 2019                        | Gambia – Djibouti                      | 1 – 1 (3 – 2 n.s.)                     | AK 2021 kwalificatie                   |                                        |                                        |
| 9                                      | 18 november 2019                       | Gambia – Congo-Kinshasa                | 2 – 2                                  | AK 2021 kwalificatie                   |                                        |                                        |
| Als speler bij Bologna                 |                                        |                                        |                                        |                                        |                                        |                                        |
| 10                                     | 12 november 2020                       | Gabon – Gambia                         | 2 – 1                                  | AK 2021 kwalificatie                   |                                        |                                        |
| 11                                     | 16 november 2020                       | Gambia – Gabon                         | 2 – 1                                  | AK 2021 kwalificatie                   | 79'                                    |                                        |
| 12                                     | 25 maart 2021                          | Gambia – Angola                        | 1 – 0                                  | AK 2021 kwalificatie                   |                                        |                                        |
| 13                                     | 29 maart 2021                          | Congo-Kinshasa – Gambia                | 1 – 0                                  | AK 2021 kwalificatie                   |                                        |                                        |
| 14                                     | 5 juni 2021                            | Niger – Gambia                         | 0 – 2                                  | Vriendschappelijk                      |                                        |                                        |
| 15                                     | 8 juni 2021                            | Gambia – Togo                          | 1 – 0                                  | Vriendschappelijk                      |                                        |                                        |
| 16                                     | 11 juni 2021                           | Kosovo – Gambia                        | 1 – 0                                  | Vriendschappelijk                      |                                        |                                        |
| 17                                     | 9 oktober 2021                         | Gambia – Sierra Leone                  | 1 – 2                                  | Vriendschappelijk                      |                                        |                                        |
| 18                                     | 16 november 2021                       | Nieuw-Zeeland – Gambia                 | 2 – 0                                  | Vriendschappelijk                      |                                        |                                        |
| 19                                     | 12 januari 2022                        | Mauritanië – Gambia                    | 0 – 1                                  | AK 2021                                |                                        |                                        |
| 20                                     | 16 januari 2022                        | Gambia – Mali                          | 1 – 1                                  | AK 2021                                | 90' (pen.)                             |                                        |
| 21                                     | 20 januari 2022                        | Gambia – Tunesië                       | 1 – 0                                  | AK 2021                                |                                        |                                        |
| 22                                     | 24 januari 2022                        | Guinee – Gambia                        | 0 – 1                                  | AK 2021                                | 71'                                    |                                        |
| 23                                     | 29 januari 2022                        | Kameroen – Gambia                      | 2 – 0                                  | AK 2021                                |                                        |                                        |
| 24                                     | 23 maart 2022                          | Tsjaad – Gambia                        | 0 – 1                                  | AK 2023 kwalificatie                   |                                        |                                        |
| 25                                     | 29 maart 2022                          | Gambia – Tsjaad                        | 2 – 2                                  | AK 2023 kwalificatie                   |                                        |                                        |
| 26                                     | 29 mei 2022                            | Verenigde Arabische Emiraten – Gambia  | 1 – 1                                  | Vriendschappelijk                      | 48'                                    |                                        |
| 27                                     | 4 juni 2022                            | Gambia – Zuid-Soedan                   | 1 – 0                                  | AK 2023 kwalificatie                   |                                        |                                        |
| 28                                     | 8 juni 2022                            | Congo-Brazzaville – Gambia             | 1 – 0                                  | AK 2023 kwalificatie                   |                                        |                                        |
| 29                                     | 29 mei 2022                            | Gambia – Guinee-Bissau                 | 0 – 0                                  | Vriendschappelijk                      |                                        |                                        |
| 30                                     | 24 maart 2023                          | Mali – Gambia                          | 2 – 0                                  | AK 2023 kwalificatie                   |                                        |                                        |
| 31                                     | 28 maart 2023                          | Gambia – Mali                          | 1 – 0                                  | AK 2023 kwalificatie                   |                                        |                                        |
| 32                                     | 14 juni 2023                           | Zuid-Soedan – Gambia                   | 2 – 3                                  | AK 2023 kwalificatie                   |                                        |                                        |
| 33                                     | 10 september 2023                      | Gambia – Congo-Brazzaville             | 2 – 2                                  | AK 2023 kwalificatie                   |                                        |                                        |
| 34                                     | 16 november 2023                       | Burkina Faso – Gambia                  | 3 – 2                                  | WK 2026 kwalificatie                   | 45+4'                                  |                                        |
| 35                                     | 20 november 2023                       | Gambia – Ivoorkust                     | 0 – 2                                  | WK 2026 kwalificatie                   |                                        |                                        |
| 36                                     | 15 januari 2024                        | Senegal – Gambia                       | 3 – 0                                  | AK 2023                                |                                        |                                        |
| 37                                     | 19 januari 2024                        | Guinee – Gambia                        | 1 – 0                                  | AK 2023                                |                                        |                                        |
| 38                                     | 23 januari 2024                        | Gambia – Kameroen                      | 2 – 3                                  | AK 2023                                |                                        |                                        |
| 39                                     | 8 juni 2024                            | Gambia – Seychellen                    | 5 – 1                                  | WK 2026 kwalificatie                   | 52' (pen.)                             |                                        |
| 40                                     | 11 juni 2024                           | Gabon – Gambia                         | 3 – 2                                  | WK 2026 kwalificatie                   |                                        |                                        |
| 41                                     | 4 september 2024                       | Comoren – Gambia                       | 1 – 1                                  | AK 2025 kwalificatie                   | 45+1'                                  |                                        |
| 42                                     | 8 september 2024                       | Gambia – Tunesië                       | 1 – 2                                  | AK 2025 kwalificatie                   |                                        |                                        |
| 43                                     | 11 oktober 2024                        | Madagaskar – Gambia                    | 1 – 1                                  | AK 2025 kwalificatie                   |                                        |                                        |
| 44                                     | 14 oktober 2024                        | Gambia – Madagaskar                    | 1 – 0                                  | AK 2025 kwalificatie                   | 62'                                    |                                        |
| 45                                     | 15 november 2024                       | Gambia – Comoren                       | 1 – 2                                  | AK 2025 kwalificatie                   |                                        |                                        |
| 46                                     | 18 november 2024                       | Tunesië – Gambia                       | 0 – 1                                  | AK 2025 kwalificatie                   |                                        |                                        |

Bijgewerkt op 20 maart 2025.